# 拉特尔斯多夫 (图林根州)
拉特尔斯多夫是德国图林根州的一个市镇。总面积3.65平方公里，总人口87人，其中男性43人，女性44人（2011年12月31日），人口密度24人/平方公里。